# International Marine Certification Institute
International Marine Certification Institute, IMCI, etablerad i Bryssel, Belgien 1988, är en självständig, icke-vinstinriktad organisation för certifiering av fritidsbåtar i europeiska och internationella båtbyggares intresse.
IMCI består av 47 kvalificerade inspektörer från 21 länder och samarbetar med Europeiska unionen.